# Subseven
Subseven foi uma banda cristã de rock,screamo e emo de Oklahoma, Estados Unidos.

## Biografia
A banda iniciou-se em 1999, tocando em Oklahoma, era o ministério liderada por Wesley Fite e fundanda também por Clint McManaman amigos de colégio e começou a se tornar uma banda com a entrada de Reed Corbin, assim em 2004 o grupo assinou com a Flicker Records e lançou seu primeiro EP "Subseven EP" fazendo turnê com as bandas Pillar e Project 86, no ano de 2005 saiu enfim seu primeiro e único álbum, com algumas músicas do antigo EP e adicionando novas cançoes. Saiu em 15 de março de 2005 o álbum "Free To Conquer" o álbum foi muito elogiado pelos musicos cristãos
contendo cançoes que chegaram a liderar as primeiras posições de varias radios cristãs como "Free To Conquer" e "Hold On". Porem em 2005 em uma declaração no MySpace da banda Subseven afirma que a banda não tocará mais junto, já que todos os integrantes do ministério estáo com novos propósitos em suas vidas.

### Nome
Vêm da palavra Sub'mitted (submissão) do grupo a Deus, e seven (sete) o número de Deus formando Subseven

## Integrantes
Em 1998
- Wesley Fite - vocal, guitarra
- Reed Corbin  - baixo
- Clint McManaman - bateria
- Smokey Emerson - guitarra

2003-2005
- Caleb Wilkerson - guitarra
- Jake Sullivan - guitarra

Desde 2005
- Evan Crowley - guitarra
- Shaun Brown - baix

## Discografia
Álbuns
- Subseven: the EP (5 de abril de 2004)
- Free to Conquer (3/15/2005)

Clips
- "Emotion" -  2004
- "Free To Conquer" -  2005
- "Hold On" - 2005